# 音別町
音別町（日语：／ Onbetsu chō */?）為過去位於北海道釧路支廳西部的行政區，已於2005年10月11日與舊釧路市、阿寒町合併為新設立的釧路市，但因此三地中間的白糠町未加入合併，使得原音別町地區成為釧路市的飛地；原本的町公所現在則成為釧路市公所的分所。
名稱來自阿伊努語的「o-mu-pet」（河口阻塞的河川）或「on-pet」（發酵的河川）。

## 地理
位於釧路市市中心西方約45公里，帶廣市東方約75公里處；南側面向太平洋，北部多為高山及丘陵地形，人口主要分布於沿海地區。

## 歷史
- 1915年：尺別村戶長役場從白糠村（現在的白糠町）戶長役場分離，單獨設置。
- 1919年：成立為北海道二級村。[2]
- 1922年4月1日：改名為音別村。
- 1959年1月1日：改制為音別町。
- 2005年10月11日：與舊釧路市、阿寒町合併為新設立的釧路市。

## 交通

### 機場
- 釧路機場（位於舊釧路市，距離約35公里）

### 鐵路
- 北海道旅客鐵道
  - 根室本線：直別車站 - 尺別車站 - 音別車站
- 雄別煤礦鐵路尺別線：尺別車債～尺別煤礦山車站，10.8公里，已於1970年4月廢止
  - 尺別車站 - 社尺別車站 - 八幡臨時站 - 新尺別車站 - 旭町車站 - 尺別炭山車站

### 道路
| 一般國道 - 國道38號 | 道道 - 北海道道241號本流音別停車場線 - 北海道道361號尺別尺別停車場線 - 北海道道500號音別浦幌線 |

## 教育

### 大學
- 東日本學園大學教養部（已於1986年遷移至當別町）

### 中學校
- 音別町立音別中學校（現在的釧路市立音別中學校）

### 小學校
- 音別町立音別小學校（現在的釧路市立音別小學校）

## 本地出身的名人
- 本城慎之介（樂天株式會社 現任董事、前副社長、樂天創始成員）